# Íneia
Íneia är en ort i Cypern.   Den ligger i distriktet Eparchía Páfou, i den västra delen av landet, 90 km väster om huvudstaden Nicosia. Íneia ligger 657 meter över havet och antalet invånare är 367. Den ligger på ön Cypern.
Terrängen runt Íneia är huvudsakligen kuperad. Íneia ligger uppe på en höjd. Trakten runt Íneia är glesbefolkad, med 13 invånare per kvadratkilometer. Närmaste större samhälle är Pégeia, 8,2 km söder om Íneia. Trakten runt Íneia består till största delen av jordbruksmark.